# Sapromyza amabilis
Sapromyza amabilis är en tvåvingeart som beskrevs av Frey 1930. Sapromyza amabilis ingår i släktet Sapromyza och familjen lövflugor. Arten är reproducerande i Sverige. Inga underarter finns listade i Catalogue of Life.